# Pabllo Vittar
Phabullo Rodrigues da Silva (n. 1 noiembrie 1994), cunoscută sub numele de scenă Pabllo Vittar, este un cântăret, compozitor, drag queen și YouTuber originar din Brazilia. Prima lui apariție televizată a avut loc în 2014, în cadrul unui show TV brazilian, când a interpretat piesa lui Whitney Houston „I Have Nothing”. În 2015 a devenit faimos în media braziliană odată cu lansarea videoclipului pentru „Open Bar”, o versiune în limba portugheză a piesei lui Major Lazer „Lean On”. Tot în 2015 a lansat un extended play cu același nume.
Primul lui album de studio, Vai Passar Mal, a fost lansat pe 12 ianuarie 2017. În aceeași lună a lansat „Todo Dia” ca al doilea single de pe album. Piesa s-a bucurat de un succes răsunător la carnavalul de la Rio. Al treilea single, „K.O.”, a devenit de asemenea un hit, clipul piesei strângând peste 204 milioane de vizualizări pe YouTube. Pabllo a început să facă drag la vârsta de 18 ani, iar astăzi este cel mai urmărit drag queen de pe Instagram, depășindu-le pe deja consacratele RuPaul și Adore Delano. Lansarea single-ului „Sua Cara” în iulie 2017, alături de Major Lazer și Anitta, i-a adus recunoaștere internațională. Piesa a dominat topurile muzicale din Brazilia și Portugalia, iar clipul piesei este unul dintre cele mai vizionate videoclipuri muzicale în primele 24 de ore din istoria YouTube-ului. Pabllo deține și un canal de YouTube cu peste șapte milioane de abonați.

## Discografie

### Albume de studio
| Titlu          | Detalii | Certificări |
| -------------- | --- | ----------- |
| Vai Passar Mal | - Lansat: 12 ianuarie 2017 - Case de discuri: BMT Produções Artisticas, Sony Music - Format: download, streaming, CD |             |

### Extended play-uri
| Titlu    | Detalii                                                                 | Certificări |
| -------- | ----------------------------------------------------------------------- | ----------- |
| Open Bar | - Lansat: 2 decembrie 2015 - Casă de discuri: ONErpm - Format: download |             |

### Single-uri

#### Ca artist principal
| Titlu                                   | An   | Poziții | Album          |
| Titlu                                   | An   | BRA     | Album          |
| --------------------------------------- | ---- | ------- | -------------- |
| „Open Bar”                              | 2015 | —       | Open Bar       |
| „Minaj”                                 | 2016 | —       | Open Bar       |
| „Amante”                                | 2016 | —       | Open Bar       |
| „Nêga”                                  | 2016 | —       | Vai Passar Mal |
| „Todo Dia” (feat. Rico Dalasam)         | 2017 | —       | Vai Passar Mal |
| „K.O.”                                  | 2017 | 67      | Vai Passar Mal |
| „Corpo Sensual” (feat. Mateus Carrilho) | 2017 | 1       | Vai Passar Mal |

#### Ca artist secundar
| Titlu                                                         | An   | Poziții | Poziții | Poziții  | Poziții | Album          |
| Titlu                                                         | An   | BRA     | POR     | US Dance | VEN     | Album          |
| ------------------------------------------------------------- | ---- | ------- | ------- | -------- | ------- | -------------- |
| „Tome Curtindo” (Brabo Remix) (Lia Clark feat. Pabllo Vittar) | 2017 | —       | —       | —        | —       |                |
| „Sua Cara” (Major Lazer feat. Anitta & Pabllo Vittar)         | 2017 | 49      | 6       | 26       | 61      | Know No Better |
| „Decote” (Preta Gil feat. Pabllo Vittar)                      | 2017 | —       | —       | —        | —       |                |

#### Single-uri promoționale
| Titlu                                         | An   | Album    |
| --------------------------------------------- | ---- | -------- |
| „Rainha”                                      | 2016 | Open Bar |
| „Filhos do Arco-íris” (feat. diverși artiști) | 2017 |          |